# Veszettek (film, 2015)
A Veszettek  2015-ös magyar filmdráma, amely Czető Bernát László regényéből készült. A filmet Goda Krisztina rendezte, a főbb szerepeket Fenyő Iván, Györgyi Anna. ifj. Vidnyánszky Attila, és Klem Viktor alakította.
A film 2,2 millió eurós költségvetéssel, ebből a Magyar Nemzeti Filmalap 693 millió forintos támogatásával készült a Megafilm gyártásában, producere Kálomista Gábor volt.

## Történet
|  | Alább a cselekmény részletei következnek! |

Két összetartó, de nehéz körülmények között élő testvér: Máté és Joci egy hátrányos helyzetű, gondoktól terhes kisvárosban, Tarnádon élnek. Ott, ahol nincs se rendes munka, se igényes kultúra, se kiszámítható jövő. Máté tehetséges sportoló, és egy közelgő verseny megnyerésére úgy tekint, mint kitörési lehetőségre a szegénységből, hiszen sportösztöndíjjal felkerülhetne a fővárosba. Az édesapja börtönben van, az anyja meghalt. A bátyja, Joci kisstílű szélhámos, aki pár hasonló sorsú sráccal lóg. Egyik alkalommal kis értékű árucikkeket lopnak el abból a boltból, ahol Máté dolgozik, aki persze megakadályozza ezt.
A roma származású Lukács Tibor fiaként szereti Mátét, és gyakran figyelmezteti arra, hogy ne váljon olyan semmirekellővé, mint a bátyja. Tibi bá lánya, Anita visszatér a budapesti kollégiumból a kisvárosba, azonnal felkelti Máté figyelmét, aki udvarolni kezd neki. Anita eleinte tartózkodóan viselkedik, de Máté kitartása egyre jobban felkelti a figyelmét.
Egy banda a város egyik szobrának ellopását tervezi, hogy azt fémhulladéknak adja el. Az akció közben Mátéék arra tévednek, és szemtanúi lesznek az eseménynek. A tolvajok elviszik a szobor több darabját, majd kisteherautóval elmenekülnek. A rendőrök az arra sétáló, majd a közeli könyvtárba menekülő Mátéékat tartóztatják le.
Ács János, az új rendőrfőnök felajánlja, hogy megtanítja a fiatalokat, hogyan kell visszaszerezni a becsületüket. Harcművészetekre oktatja és edzettebbé teszi őket. A karizmatikus vezető hatására csatlakoznak egy rendvédelmi szervezethez, hogy aktívan és hatékonyan szembe tudjanak szállni a mind jobban elharapódzó bűnözéssel. A fiúk boldogok, mert életükben először érzik a valódi összetartozás érzését. De a dolgok lassan kicsúsznak a kezükből, ahogy a gárda az ellenőrizhetetlen politikai erő játékszerévé válik.
|  | Itt a vége a cselekmény részletezésének! |

## Szereplők
- Fenyő Iván – Ács János alezredes
- Györgyi Anna – Sasné Bordás Erzsébet, polgármester
- ifj. Vidnyánszky Attila – Máté (Madaras Máté)
- Klem Viktor – Joci (Madaras József)
- Terhes Sándor – Madaras Gábor, a fiúk apja
- Molnár Piroska – Márta néni
- Törőcsik Franciska – Lukács Anita
- Nyári Oszkár – Lukács Tibor, edző
- Béli Ádám – Takács Feri
- Fritz Attila – Pacó
- Bán Bálint – Hipó
- Helvaci Ersan David – Oszi
- Udvarias Anna – titkárnő
- Csányi Dávid – Janó
- Nagypál Gábor – Csiba
- Moczó Róbert – Csiba embere
- Moczó Attila – Csiba embere
- Borovics Tamás – Vlado
- Bajomi Nagy György – Darvas, rendőr
- Varju Kálmán – Mohácsi, rendőr
- Czapkó Antal – Athos
- Adorjáni Bálint – bemondó
- Karsai István – Korpási Sándor, tévériporter
- Barbinek Péter – Mikátsi Sándor
- Csuja Imre – Rétváry ezredes, rendőrtiszt
- Bata Éva – Veca

## Kritika
A Veszettek bemutatja, hogy mennyire hamar átfordulhat egy nemes célul kitűzött program is ártó szándékba. A bűnözés felszámolása és az önbíráskodás kérdésköre a mai helyzetben, erősödő társadalmi bizalmatlansággal és táguló társadalmi szakadékkal, nagyon is fontos téma lehet a vidéki Magyarországon (is).

## Forgatási helyszínek
A film jelentős részét vidéken: Kazincbarcikán, (az Egressy Béni út, az Iskola köz, a Hámán Kató út és házai, az egykori Béke mozi és környéke, az Irinyi János Vegyipari Szakközépiskola hegesztőcsarnoka) Ózdon és Várpalotán (az Inotai hőerőmű, a Tési dombi házak és az ikonikus kisbolt) forgatták, és csak néhány jelenetét vettek fel Budapesten (Országos Orvosi Rehabilitációs Intézet, Kozma utcai fegyház és börtön, a XVI. kerületi Ikarus Művelődési Ház).

## Érdekesség
A forgatást megelőzően Klem Viktor többedmagával egy 10 hónapos mozgás-harcművészeti (eskrima) felkészítésen vett részt. Heti három alkalommal, napi három órán át edzettek hat-nyolc szakemberrel.

## Díjak, jelölések
2. Magyar Filmhét / 1. Magyar Filmdíj-gála
- Legjobb férfi főszereplő: ifj. Vidnyánszky Attila (2016)
- Legjobb vágó (jelölés): Kovács Zoltán (2016)

## Könyv
- Veszettek[11]